# Voutenay-sur-Cure
Voutenay-sur-Cure é uma comuna francesa na região administrativa de Borgonha-Franco-Condado, no departamento de Yonne. Estende-se por uma área de 9,95 km². Em 2010 a comuna tinha 215 habitantes (densidade: 21,6 hab./km²).